# Kamen (distrikt i Sliven)
Kamen (bulgariska: Камен) är ett distrikt i Bulgarien.   Det ligger i kommunen Obsjtina Sliven och regionen Sliven, i den centrala delen av landet, 250 km öster om huvudstaden Sofia.
Trakten runt Kamen består till största delen av jordbruksmark. Runt Kamen är det ganska tätbefolkat, med 60 invånare per kvadratkilometer.